# Liste der Monuments historiques in Hindisheim
Die Liste der Monuments historiques in Hindisheim führt die Monuments historiques in der französischen Gemeinde Hindisheim auf.

## Liste der Objekte
| Bezeichnung                          | Beschreibung                                             | Standort                            | Kennzeichnung | Schutzstatus | Datum | Bild           |
| ------------------------------------ | -------------------------------------------------------- | ----------------------------------- | ------------- | ------------ | ----- | -------------- |
| Prozessionsskulptur Madonna mit Kind | Holz, farbig gefasst, zweite Hälfte des 18. Jahrhunderts | in der Chapelle de la Vierge (Lage) | PM67000125    | Classé       | 1979  |                |
| Skulptur Madonna mit Kind            | Holz, farbig gefasst, versilbert und vergoldet, um 1470  | in der Chapelle de la Vierge (Lage) | PM67000604    | Classé       | 1979  | weitere Bilder |
| Retabel des Hauptaltars              | Holz, farbig gefasst und vergoldet, 18. Jahrhundert      | in der Chapelle de la Vierge (Lage) | PM67000126    | Classé       | 1979  | weitere Bilder |